# 火玫瑰
《火玫瑰》（英語：Vengeance）是香港電視廣播有限公司拍攝製作的時裝恩仇電視劇，全劇共40集，由溫碧霞、溫兆倫、羅嘉良主演，監製劉仕裕。劇中海潮的角色曾經成為社會的焦點話題，而温碧霞更憑藉此剧紅透中國內地和東南亞。
此劇於1993年9月及1997年5月在翡翠台、2016年4月27日在TVB星河頻道、2016年10月21日在TVB經典台重播。

## 劇情內容
歐陽海潮（溫碧霞飾）是一個堅強積極進取的少女，原本可以過寧靜幸福的生活，但命運卻安排她背負家仇，被人咄咄逼害，置她於死地，使她不得不起而反抗。然而復仇的最終代價是賠上了她的愛情和幸福，命運作弄了她！
海潮自幼在孤兒院長大，只能透過寫信向她的助養人、筆名為Uncle Rain的喬立（溫兆倫飾）傾訴一切，可是二人總是緣慳一面，以至海潮一直不知Uncle Rain的真正身份。當海潮重遇失散多年的生母後，才知道當年家散人亡皆因被喬永發（王偉飾）所害，之後永發要斬草除根，將海潮生母殺害。海潮目睹生母被殺，決定報復，並忍痛與初戀情人方有為（尹揚明飾）分手，假意親近永發一家，並與永發三子喬歷（羅嘉良飾）拍拖。永發次子立亦暗戀海潮，但見自己所愛與親弟訂婚而無法向海潮表真情，立感到忐忑不安。
海潮掌握了永發犯罪証據，向警方舉報卻反被牽連。歷得知海潮想揭露父親罪狀，騙海潮出公海欲將她謀害，結果海潮流落越柬邊界受盡折磨污辱摧殘。幸在一次戰火中逃出魔窟卻淪為乞丐。喬立放棄優厚的測師工作，千里尋找海潮，二人終重逢，海潮被喬立之真情打動，並知Uncle Rain真正身份是立，二人結婚後展開新生活。
然而海潮心底仍想復仇，於是暗中借助契爺之財力令永發家散人亡。海潮大仇終報。但立會否原諒海潮？海潮與立的一段情緣又是否會就此告終呢？

## 演員表

### 歐陽家
- 溫碧霞 飾 歐陽海潮（通稱「海潮」，英文名Heidi）
- 羅　蘭 飾 鍾碧玉 （海潮母親）（老年）
- 王偉樑 飾 歐陽海峰 （海潮大哥）
- 廖啟智 飾 歐陽中（海潮父親）
- 黃敏儀 飾 鍾碧玉（海潮母親）
- 顏建國 飾 歐陽海峰（童年）
- 黃曉彤 飾 歐陽海潮（童年）

### 喬家
- 王　偉 飾 喬永發
- 李成昌 飾 喬　暉
- 溫兆倫 飾 喬　立（Gordon, uncle Rain）
- 羅嘉良 飾 喬　歷
- 梁佩瑚 飾 喬　敏
- 方　傑 飾 喬成昌

### 方家/吳家
- 尹揚明 飾 方有為
- 余倩雯 飾 方有寶（方有為妹妹、於34集嫁給喬歷）
- 蔡國慶 飾 方　正，方有為父親
- 黃　新 飾 吳天霸
- 羅君左 飾 吳德堅
- 梁葆貞 飾 吳梁銀妹

### 傅家
- 鮑　方 飾 傅玉麟 (海潮契爺）
- 羅國暉 飾 傅少傑
- 叢世權 飾 傅少文

### 其他演員
- 麥翠嫻 飾 董心湄
- 葉玉萍 飾 韋仲楠
- 崔嘉寶 飾 湯金蓮
- 蔡嘉利 飾 范一珠
- 胡美儀 飾 胡楚顏
- 白　茵 飾 陳淑娟
- 馬清儀 飾 汪　晴 （傅玉麟女友，後為妻）
- 馮曉文 飾 方有寶的同学
- 黃一飛 飾 阿　七
- 陳勉良 飾 道友明
- 侯蔚雲 飾 歐陽莉
- 關　菁 飾 全　叔
- 李海生 飾 彪　叔
- 李漢城 飾 龍　哥
- 簡瑞超 飾 八　哥
- 夏玉麟 飾 陶　哥
- 河國榮 飾 米路醫生
- 莊域飛 飾 山加度
- 顏仟汶 飾 AMY
- 潘文柏 飾 卓日球
- 黃思恩 飾 阿　棠
- 林道權 飾 PAUL
- 招偉華 飾 MIKE
- 林家棟 飾 新聞主播/節目主持
- 譚一清 飾 杜坤海

## 後續
溫碧霞憑此剧海潮一角而入屋，劇中露膊、跌膊的形象更成為往後二十多年溫碧霞的標記。

## 軼事
劇中羅嘉良飾演溫兆倫之弟，而現實中羅嘉良年齡比溫兆倫大2歲。在十年後的劇集《流金歲月》中，羅嘉良於劇中則飾演溫兆倫的兄長。

## 電視劇的變遷
| 香港無綫電視翡翠台 星期一至五 20:50-21:50 第二線劇集時段 | 香港無綫電視翡翠台 星期一至五 20:50-21:50 第二線劇集時段 | 香港無綫電視翡翠台 星期一至五 20:50-21:50 第二線劇集時段 |
| -------------------------------------------------------- | -------------------------------------------------------- | -------------------------------------------------------- |
|                                                          | 火玫瑰 （1992.05.04 - 1992.06.26）                       |                                                          |
| 重案傳真 （1992.04.06 - 1992.05.01）                     | 拳王賭至尊 （1992.06.29 - 1992.07.24）                   |                                                          |

| 香港無綫電視翡翠台 星期一至五 14:10-15:05 下午劇集時段 | 香港無綫電視翡翠台 星期一至五 14:10-15:05 下午劇集時段 | 香港無綫電視翡翠台 星期一至五 14:10-15:05 下午劇集時段 |
| ------------------------------------------------------ | ------------------------------------------------------ | ------------------------------------------------------ |
|                                                        | 火玫瑰 （1997.03.17- 1997.05.09）                      |                                                        |
| 回到未嫁時 （1997.02.14 - 1997.03.14）                 | 聊齋 （1997.05.12 - 1997.06.27）                       |                                                        |